# María Pérez García
María Pérez García (* 29. dubna 1996) je španělská atletka, která se věnuje sportovní chůzi. Její hlavní disciplínou je chůze na 20 km, ve které se stala v roce 2018 mistryní Evropy a v roce 2023 mistryní světa. Druhé zlato ze světové šampionátu v Budapešti přidala ze závodu na 35 km.

## Kariéra
Na mistrovství světa v Londýně v roce 2017 došla do cíle závodu na 20 kilometrů desátá. Největším úspěchem se pro ni zatím stalo vítězství v chůzi na 20 kilometrů na evropském šampionátu v roce 2018. Časem 1:26:36 vytvořila rekord šampionátu.

## Osobní život
Je lesbické orientace. V roce 2022 se provdala za hudebnici Noe Morillas.